# RealClearPolitics
RealClearPolitics (RCP) là một trang web chuyên về tin tức chính trị và tổng hợp dữ liệu thăm dò ý kiến được thành lập tại Mỹ vào năm 2000 bởi John McIntyre và Tom Bevan. Trang web này tuyển chọn các bài đăng chính trị và quan điểm nổi bật được chọn lọc từ các ấn phẩm tin tức khác nhau cùng với bình luận từ các bình luận viên của RealClearPolitics. Trang web này nổi bật trong các mùa bầu cử nhờ vào việc tổng hợp dữ liệu thăm dò ý kiến cử tri.